# جای مقدس (ترانه)
«جای مقدس» (انگلیسی: Holy Ground) ترانه‌ای است که تیلور سوئیفت، خواننده-ترانه‌سرای آمریکایی برای چهارمین آلبوم استودیویی خود، سرخ (۲۰۱۲) نوشته و ضبط کرده است. «جای مقدس» که توسط جف بسکر تهیه شده است، ترانه‌ای پیش‌ضرب است که کانتری راک و هارت‌لند راک را با طبل‌های پی‌درپی ترکیب می‌کند. در اشعار، راوی لحظات خوب یک رابطه شکست‌خورده را به یاد می‌آورد؛ او جایی را که زمانی او و معشوق سابقش ایستاده بودند را «مقدس» توصیف می‌کند.
منتقدان موسیقی میزان پیشرفت اشعار را به‌دلیل نمایش ادراک پیچیده‌تر از روابط شکست‌خورده و دور شدن از احساسات تلخ ترانه‌های پیشین سوئیفت را تحسین کردند. برخی آن را به‌عنوان قطعه‌ای برجسته در آلبوم و یکی از بهترین ترانه‌های سوئیفت در  انتخاب کردند. «جای مقدس» به رتبه ۱۲ در جدول بابلینگ آندر هات ۱۰۰ و رتبه ۸۹ در ۱۰۰ تک‌آهنگ داغ کانادا رسید.
نسخه‌ای مجدداً ضبط شده تحت عنوان «زمین مقدس (نسخه تیلور)» به‌عنوان بخشی از آلبوم دوباره ضبط شدهٔ سوئیفت، سرخ (نسخه تیلور)، در ۱۲ نوامبر ۲۰۲۱ منتشر شد. این ترانه به رتبه ۷۷ در ۲۰۰ آهنگ جهانی بیلبورد رسید و وارد جدول‌های فروش کانادا و ایالات متحده شد.